# جهان‌های گمشده
جهان‌های گمشده نام یک کتاب ادبی است که توسط آن تری وایت، نویسندهٔ اهل انگلستان نوشته شده‌است. این کتاب یکی از آثار مشهور ادبی جهان است.